# Mister Fantastic
Mister Fantastic (Reed Richards) là nhân vật siêu anh hùng hư cấu, xuất hiện trong sách truyện tranh Mỹ, và được phát hành bởi Marvel Comics. Nhân vật là một trong bốn thành viên sáng lập của Bộ tứ siêu đẳng. Richards sở hữu trình độ thành thạo về kỹ thuật cơ khí , hàng không vũ trụ và kỹ thuật điện, hóa học, tất cả các cấp độ vật lý, và sinh học con người và người ngoài hành tinh. BusinessWeek đã liệt kê Mister Fantastic là một trong mười nhân vật hư cấu thông minh nhất trong truyện tranh Mỹ. Anh ta là người phát minh ra con tàu vũ trụ bị bức xạ vũ trụ bắn phá trong chuyến du hành đầu tiên của nó, ban cho Fantastic Four sức mạnh của họ. Richards có được khả năng kéo dài cơ thể của mình thành bất kỳ hình dạng nào mà anh ta mong muốn.
Mister Fantastic đóng vai trò là người lãnh đạo và là nhân vật cha của Fantastic Four, và mặc dù sức mạnh tia vũ trụ của anh ấy chủ yếu là khả năng kéo dài, nhưng sự hiện diện của anh ấy trong nhóm được xác định nhiều bởi sự nhạy bén khoa học của anh ấy, vì anh ấy chính thức được công nhận là người đàn ông thông minh nhất trong  Vũ trụ Marvel. Đây đặc biệt là một điểm bi kịch liên quan đến người bạn thân nhất của anh ấy, Ben Grimm, người mà anh ấy đã liên tục cố gắng biến trở lại hình dạng con người của mình nhưng người thường vẫn là một sinh vật lớn, bằng đá được gọi là Thing. Anh là chồng của Susan Storm, cha của Franklin Richards và Valeria Richards, đồng thời là cố vấn của cậu em rể Johnny Storm.
Nhân vật Reed Richards được thể hiện bởi các diễn viên Alex Hyde-White trong bộ phim The Fantastic Four năm 1994, Ioan Gruffudd trong bộ phim Fantastic Four năm 2005 và phần tiếp theo năm 2007 của nó là Fantastic Four: Rise of the Silver Surfer, Miles Teller trong bộ phim Fantastic Four năm 2015 và John Krasinski trong bộ phim thuộc Vũ trụ Điện ảnh Marvel, Phù thủy tối thượng trong Đa Vũ trụ hỗn loạn năm 2022.

## Sức mạnh và khả năng
Reed Richards đạt được sức mạnh đàn hồi từ sự chiếu xạ của các tia vũ trụ. Anh ta có khả năng chuyển đổi toàn bộ cơ thể của mình sang trạng thái rất dễ uốn theo ý muốn, cho phép anh ta kéo dài, biến dạng và biến đổi bản thân thành hầu như bất kỳ hình dạng nào. Richards đã được quan sát là có thể sử dụng hình thức kéo dài của mình trong nhiều cách tấn công và phòng thủ, chẳng hạn như nén mình vào một quả bóng và lao vào kẻ thù, thả mình vào tấm bạt lò xo hoặc một chiếc dù để bắt đồng đội đang rơi xuống hoặc tự thổi phồng lên. vào bè cứu sinh để hỗ trợ cứu hộ dưới nước. Anh ta có thể cố tình giảm sự gắn kết của cơ thể cho đến khi đạt đến trạng thái chất lỏng, có thể chảy qua các khe hở nhỏ hoặc vào các đường ống nhỏ. Reed cũng có thể tạo hình bàn tay của mình thành vũ khí kiểu búa và chùy,
Có kết cấu giống như đàn hồi cho phép bảo vệ cây Sậy khỏi bị hư hại. Anh ta có thể bị đấm với một lực đáng kinh ngạc, bị bẹp dúm, bị bóp méo, và vẫn tái hình thành hoặc sống sót mà không có bất kỳ hình thức chấn thương nào.
Khả năng kiểm soát của Reed đối với hình dạng của mình đã được phát triển đến mức anh ta có thể thay đổi hoàn toàn các đặc điểm trên khuôn mặt và toàn bộ hình dạng vật chất của mình để người và người không bị chú ý và không được công nhận. Anh ấy thậm chí còn tự nhào nặn mình thành hình dạng của những đồ vật vô tri vô giác, chẳng hạn như hộp thư. Anh ta hiếm khi sử dụng sức mạnh của mình một cách phi thường như vậy. Tuy nhiên, anh ấy dường như không hề lo lắng về việc kéo dài đôi tai của mình, mang hình dạng của một con khủng long, trở thành một tấm bạt lò xo người hoặc thổi phồng đôi tay của mình thành đồ chơi hồ bơi để giải trí cho con cái của mình.
Minh chứng rõ ràng nhất về sức mạnh của Reed là tại một thời điểm anh ta có thể tăng kích thước và khối lượng của mình lên tỷ lệ tương tự như Thing, điều này cũng làm tăng sức mạnh thể chất của anh ta.
Giả sử và duy trì những hình dạng này được sử dụng để đòi hỏi nỗ lực rất nhiều. Do nhiều năm rèn luyện tinh thần và thể chất, Reed hiện có thể thực hiện những kỳ công này theo ý muốn. Sức mạnh của anh ta (và sức mạnh của Red Ghost) cũng được tăng lên khi họ tiếp xúc với liều thứ hai của tia vũ trụ. Việc duy trì hình dạng con người bình thường của cơ thể đòi hỏi sự tập trung liên tục ở một mức độ nhất định. Khi Reed được thư giãn và mất tập trung, cơ thể của anh ấy dường như "tan chảy trong chuyển động chậm" theo Susan Storm. Bị kéo căng quá mức trong một khoảng thời gian ngắn (ví dụ như máy kéo kiểu taffy hoặc một nhân vật mạnh mẽ) khiến Reed bị đau dữ dội và tạm thời mất khả năng đàn hồi tự nhiên. Anh ta cũng có những điểm yếu khác; một cú sốc lớn đối với cơ thể của anh ta - ví dụ như từ Doctor Doom khi anh ta xây dựng xung quanh anh ta - có thể khiến cơ thể anh ta cao su đến mức mất kiểm soát vận động. Đủ năng lượng có thể giảm anh ta đến trạng thái lỏng, trong đó anh ta bất động.
Sức mạnh của Mister Fantastic đến từ sức mạnh của tâm trí anh ta hơn là sức mạnh của cơ thể anh ta; thực sự, anh ta đã từng nói với Người Nhện rằng anh ta coi sức mạnh kéo dài của mình là có thể tiêu hao được so với trí tuệ của anh ta. Một số câu chuyện ngụ ý rằng trí tuệ của anh ta có thể đã được tăng cường nhờ sức mạnh của mình, khi anh ta đã từng đến thăm một vũ trụ thay thế nơi mà bản thân khác của anh ta chưa bao giờ tiếp xúc với tia vũ trụ và đáng chú ý là kém thông minh hơn anh ta,  mặc dù hoàn toàn phiên bản con người của Reed giống hoặc thậm chí thông minh hơn chính anh ta đã được hiển thị, đặc biệt là trong Hội đồng Tháp Mười. Tony Stark đã nhận xét rằng khả năng làm cho não lớn hơn của Reed (thông qua sức mạnh đàn hồi của anh ta) mang lại cho anh ta một lợi thế, mặc dù điều này có vẻ như là một trò đùa. Điều đó nói rằng, các cảnh trong cùng một vấn đề cho thấy Reed "thổi phồng" hộp sọ của mình khi anh ta tính toán sản lượng điện của bộ cấy ghép tim Repulsor-pin của Tony.
Trong gần như toàn bộ lịch sử xuất bản của mình, Mister Fantastic đã được miêu tả là một trong những nhân vật thông minh nhất trong Vũ trụ Marvel . Một nhà lý thuyết có tầm nhìn xa và một thợ rèn máy đầy cảm hứng , ông đã đạt được những bước đột phá trong các lĩnh vực khác nhau như du hành không gian, du hành thời gian, du hành ngoài chiều, hóa sinh, người máy, máy tính, polyme tổng hợp, truyền thông, đột biến, giao thông vận tải, ảnh ba chiều, tạo năng lượng và phân tích quang phổ, trong số những người khác. Tuy nhiên, anh ta không bao giờ ngại thừa nhận khi những người khác có chuyên môn cao hơn trong một số lĩnh vực nhất định hơn anh ta, chẳng hạn như nhận ra rằng Doctor Octopus sở hữu kiến thức lớn hơn về phóng xạ, rằng Hank Pym là một nhà hóa sinh siêu việt, hay Người Nhện có thể nghĩ về một vấn đề từ góc độ sinh học mà anh ta sẽ không thể làm như vậy, vì chuyên môn của anh ta là vật lý. Richards đã lấy bằng Tiến sĩ Toán học, Vật lý và Kỹ thuật. Bằng sáng chế của anh ấy có giá trị đến nỗi anh ấy có thể chuyển tiền vào Fantastic Four, Inc., mà không gặp bất kỳ căng thẳng tài chính nào. Kiểm soát tâm trí hiếm khi có hiệu quả đối với anh ta và khi nó hoạt động, nó sẽ mất đi sớm hơn so với người bình thường, do những gì anh ta mô tả là "ý thức đàn hồi". Tuy nhiên, trí thông minh này có thể là một khuyết tật trong cách đối phó với phép thuật của anh ta, vì nó đòi hỏi một bài học dữ dội từ Doctor Strange và đối mặt với mối đe dọa con trai anh ta bị mắc kẹt trong Địa ngục để Reed hoàn toàn thừa nhận rằng chìa khóa để sử dụng phép thuật là chấp nhận rằng anh ta sẽ không bao giờ hiểu được nó.
Richards cũng là một võ sĩ xuất sắc nhờ kinh nghiệm chiến đấu nhiều năm với Fantastic Four, và đã giành được đai đen môn judo.
Sau cuộc khủng hoảng Battleworld, Reed đã có được sức mạnh của các Beyonders từng được Doom sử dụng, nhưng anh ta dựa vào sự sáng tạo của con trai Franklin và sức mạnh mới để giúp anh ta tái tạo lại đa vũ trụ sau khi cuộc xâm lăng phá hủy các vũ trụ song song khác.